# 宮島初子
宮島 初子（みやじま はつこ、1911年1月12日‐1981年12月27日）は、昭和時代の教育者。北海道出身。学校法人宮島学園創立者。ファッションドレスメーカー専門学校創立者。北海道調理師専門学校創立者。

## 来歴・人物
札幌市立高等女学校（現北海道札幌東高等学校）を卒業し、結婚。結婚後から洋裁を始め、上京して杉野学園ドレスメーカー女学院で学んだ。卒業後札幌に戻り、1937年、ファッション洋裁塾を設立。これが、現在のファッションドレスメーカー専門学校であり、最古の専門学校のひとつである。1975年には、北海道調理師専門学校を併設。また、1983年には、ファッションドレスメーカー専門学校で最優秀卒業生を表彰する「宮島初子賞」が制定された。

## 著書
- 北国の子供服
- 最新子供服講座　ファッション洋裁出版社　1949